# صموئيل جاسبر لورينغ
صموئيل جاسبر لورينغ (بالإنجليزية: Samuel Jasper Loring) هو مهندس أمريكي، ولد في 1914، وتوفي في 1963.